# Усть-Нюкжинский сельсовет
Усть-Ню́кжинский сельсове́т — упразднённое сельское поселение в Тындинском районе Амурской области.
Административный центр — село Усть-Нюкжа.

## История
В 1932 году образован Усть-Нюкжинский сельский Совет рабоче-крестьянских и красноармейских депутатов. 
3 августа 2005 года в соответствии с Законом Амурской области № 32-ОЗ муниципальное образование наделено статусом сельского поселения.
Упразднено в январе 2021 года в связи с преобразованием муниципального района в муниципальный округ.

## Население
| 2002 | 2010 | 2011 | 2012 | 2013 | 2014 | 2015 |
| ---- | ---- | ---- | ---- | ---- | ---- | ---- |
| 598  | ↘596 | ↘592 | ↘587 | ↘583 | ↗586 | ↘584 |
| 2016 | 2017 | 2018 |      |      |      |      |
| ↘583 | ↘576 | ↘573 |      |      |      |      |

## Состав сельского поселения
| № | Населённый пункт | Тип населённого пункта       | Население |
| - | ---------------- | ---------------------------- | --------- |
| 1 | Усть-Нюкжа       | село, административный центр | ↘573      |